# بط صفار أصهب
البط الصفار الأصهب (fulvous whistling duck) أو بط الشجر الأصهب (fulvous tree duck) (الإسم العلمي: Dendrocygna bicolor) هو طائر ينتمي إلى جنس البط الصفار ويتكاثر في جميع المناطق الأستوائية في العالم ويتواجد بكثرة في المكسيك، وأمريكا الجنوبية، والهند الغربية، وجنوب الولايات المتحدة، وأفريقيا جنوب الصحراء الكبرى، وشبه القارة الهندية. يمتلك هذا البط في الأساس ريش بني محمر، وسيقان طويلة، ومنقار رمادي طويل، ويظهر شريط أبيض مميز عبر ذيله الأسود عند التحليق. ومثل الأعضاء الأخرين من نسبه القديم، فإن نداء البط الصفار الأصهب يكون على شكل صفير يصدره عند التحليق أو عندما يكون على الأرض. والمواطن المفضلة له هي البحيرات الضحلة، وحقول الأرز، أو غيرها من المناطق الرطبة مع نباتات وفيرة.
يبني الطائر عشه من مواد نباتية ويكون غير مبطن، ويوضع إما بين النباتات الكثيفة أو في ثقوب الأشجار. ويبلغ العدد النموذجي للبيوض التي تضعها أنثى الطائر مرة واحدة حوالي عشرة بيضات ذات لون ضارب إلى البياض. يقوم الكبار والذين يكونون متزاوجين مدى الحياة بالتناوب لاحتضان البيض، ويفقس البيض خلال 24 إلى 29 يوم. فراغ البط الرمادية الناعمة تترك العش في غضون يوم أو نحو ذلك من تاريخ الفقس، لكن الأبوين يواصلان حمايتهم حتى ينمو لهم الريش بعد حوالي تسعة أسابيع.
يتغذى البط الصفار الأصهب في الأراضي الرطبة ليلاً أو نهاراً على البذور والأجزاء الأخرى للنباتات. ويعتبر أحياناً آفة في زراعة الأرز. كما يتم أطلاق النار عليه من أجل الطعام في أجزاء من نطاق تواجده. وعلى الرغم من الصيد، والتسمم بمبيدات الآفات، والأفتراس الطبيعي من الثدييات والطيور والزواحف، إلا إن إعداد هذا البط مازلت كثيرة ونطاق تواجده كبير، الأمر الذي جعله يصنف على إنه «غير مهدد بالانقراض» من قبل الاتحاد الدولي لحفظ الطبيعة (IUCN).

## الوصف
يتراوح طول البط الصفار الأصهب من 45-53 سم (18-21 إنش)، ويبلغ وزن الذكور بين 748-1,050 غرام (26.4–37.0 أونصة)، ومتوسط وزن الإناث يكون أقل من الذكور حيث يتراوح بين 712-1,000 غرام (25.1–35.3 أونصة). وهو بط طويل الأرجل، ذو لون ذهبي-بني في الغالب مع ظهر أكثر قتامة وخط أسود واضح أسفل الجزء الخلفي من العنق. لديه شرائط ذات لون ضارب إلى البياض على جناحيه، ومنقار رمادي طويل وسيقان رمادية اللون. وعند الطيران تكون الأجنحة ذات لون بني في الأعلى وأسود في الأسفل، مع عدم وجود علامات بيضاء. والهلال الأبيض على الردف يناقض مع الذيل الاسود. كل الرِيَش متشابهة إلى حد ما، ولكن ريش الإناث أصغر قليلا وباهت أكثر من ريش الذكور. يمتلك الصغار أجزاء سفلية شاحبة. وتبدو عموماً باهتة وخاصة على الإجنحة. 
ويوجد هذا النوع عادة في مجموعات صغيرة، على الرغم من أن قطعان كبيرة يمكن أن تشكل في المواقع المفضلة.